# Departamento de Transporte de Georgia
El Departamento de Transporte de Georgia (en inglés: Georgia Department of Transportation, GDOT) es la agencia estatal gubernamental encargada en la construcción y mantenimiento de toda la infraestructura ferroviaria, carreteras estatales; así como sus federales, locales e interestatales, y transporte aéreo del estado de Georgia. La sede de la agencia se encuentra ubicada en Atlanta, Georgia y su actual director es Ananth Prasad.